# Абулйонан, Илья
Его Блаженство Илья Абулйонан  или Мар Илья XIV (XIII) Абулйонан  (1840 г., Мосул, Ирак — 27.06.1894 г., Мосул, Ирак) — Архиепископ багдадский и патриарх Вавилона Халдейского Халдейской католической церкви с 26 июля 1878 года по 27 июня 1894 года.

## Биография
Илья Абулйонан родился в 1840 году в городе Мосул. Учился в течение трёх лет в богословском учреждении Конгрегации пропаганды веры (сегодня — Конгрегация евангелизации народов) в Риме. В 1865 году был рукоположён в священника.
24 мая 1874 года был рукоположён в епископа епархии Газирех халдейским католическим патриархом Иосифом VI Аудо. 26 июля 1878 года был назначен Патриархом Вавилона Халдейского и утверждён в должности Святым Престолом 28 февраля 1879 года.
Во время своего патриаршества прилагал усилия для примирения между Святым Престолом и Халдейской католической церковью.